# The Cult
The Cult je britská rocková skupina, založená roku 1983 Ianem Astburym. Ve skupině hráli například také bubeníci Eric Singer ze skupiny Kiss a Matt Sorum z Guns N' Roses.

## Diskografie
- Dreamtime (1984)
- Love (1985)
- Electric (1987)
- Sonic Temple (1989)
- Ceremony (1991)
- The Cult (1994)
- Beyond Good and Evil (2001)
- Born into This (2007)
- Choice of Weapon (2012)
- Hidden City (2016)
- Under the Midnight Sun (2022)